# Nelly Borgeaud
Nelly Borgeaud (Genève, 29 november 1931 - Saint-Vaury, 14 juli 2004) was een Zwitserse actrice.

## Biografie
Nelly Borgeaud werd geboren in Genève in Zwitserland in 1931. Als actrice is ze het meest bekend van de films La Sirène du Mississipi uit 1969, Le sucre uit 1978 en Tumultes uit 1990. Van 1955 tot 2000 was ze gehuwd met acteur Yves Vincent. Ze overleed in 2004 aan de gevolgen van de ziekte van Alzheimer.